# オーシャンローズ
オーシャンローズ
- 2012年にＨＴＢクルーズ株式会社が長崎市－上海市間で運航した格安クルーズ船。元は新日本海フェリーの「フェリーらべんだあ」。日中関係の険悪化により数ヶ月で運航廃止した。
- 香川県の水産会社。本項で解説する。

株式会社オーシャンローズは、香川県観音寺市に本社を置き水産加工品の製造及び販売を行っていた商社、メーカーである。日本たばこ産業グループ傘下。
株式会社加ト吉の水産事業本部が、事業再編により分社化したもの。
社名の由来は、加ト吉時代より販売している海老加工品の商品ブランド名より。

## 沿革
- 2009年1月 - 株式会社加ト吉の水産事業本部の事業を譲り受け、事業開始。
- 2009年10月 - 株式会社グリーンフーズの子会社となる。
- 2010年3月 - 株式会社グリーンフーズに全事業を譲渡する。

## 主な商品
- 冷凍食品
  - 冷凍えび